# نورت وودبریج (کالیفرنیا)
نورت وودبریج (به انگلیسی: North Woodbridge) یک منطقهٔ مسکونی در ایالات متحده آمریکا است که در شهرستان سن‌واکین، کالیفرنیا
قرار دارد. نورت وودبریج ۷٫۲ کیلومتر مربع مساحت و ۱٬۳۲۰ نفر جمعیت دارد.